# Università di Cranfield
La Cranfield University è un'università inglese che offre corsi di laurea esclusivamente di secondo livello.

## Storia
La Cranfield University fu fondata nel 1946 come College of aeronautics. Un ruolo importante nello sviluppo del college fu svolto da Roxbee Cox. Nel 1967 fu fondata la School of management; successivamente fu presentata la domanda per l'ottenimento d'un decreto reale che concedesse all'ente la possibilità di rilasciare titoli di laurea. Quando questi furono concessi nel 1969, Cox divenne preside fino al 1997 e rinominò l'istituto in Cranfield Institute of Technology.
Nel 1975 il National College of Agricultural Engineering, fondato nel 1963 a Silsoe, Bedfordshire, fu unito a Cranfield e gestito come Silsoe College.
Nel 1984 venne instaurata un partenariato accademico con il Royal Military College of Science di Shrivenham e dal 2009 è stata conosciuta come "Cranfield Defence and Security". Nel 1993, il decreto reale venne modificato e l'istituto cambiò il nome in Cranfield University. Un decennio più tardi, nel 2003, l'università iniziò a proporre esclusivamente corsi di laurea di secondo livello.

## Struttura

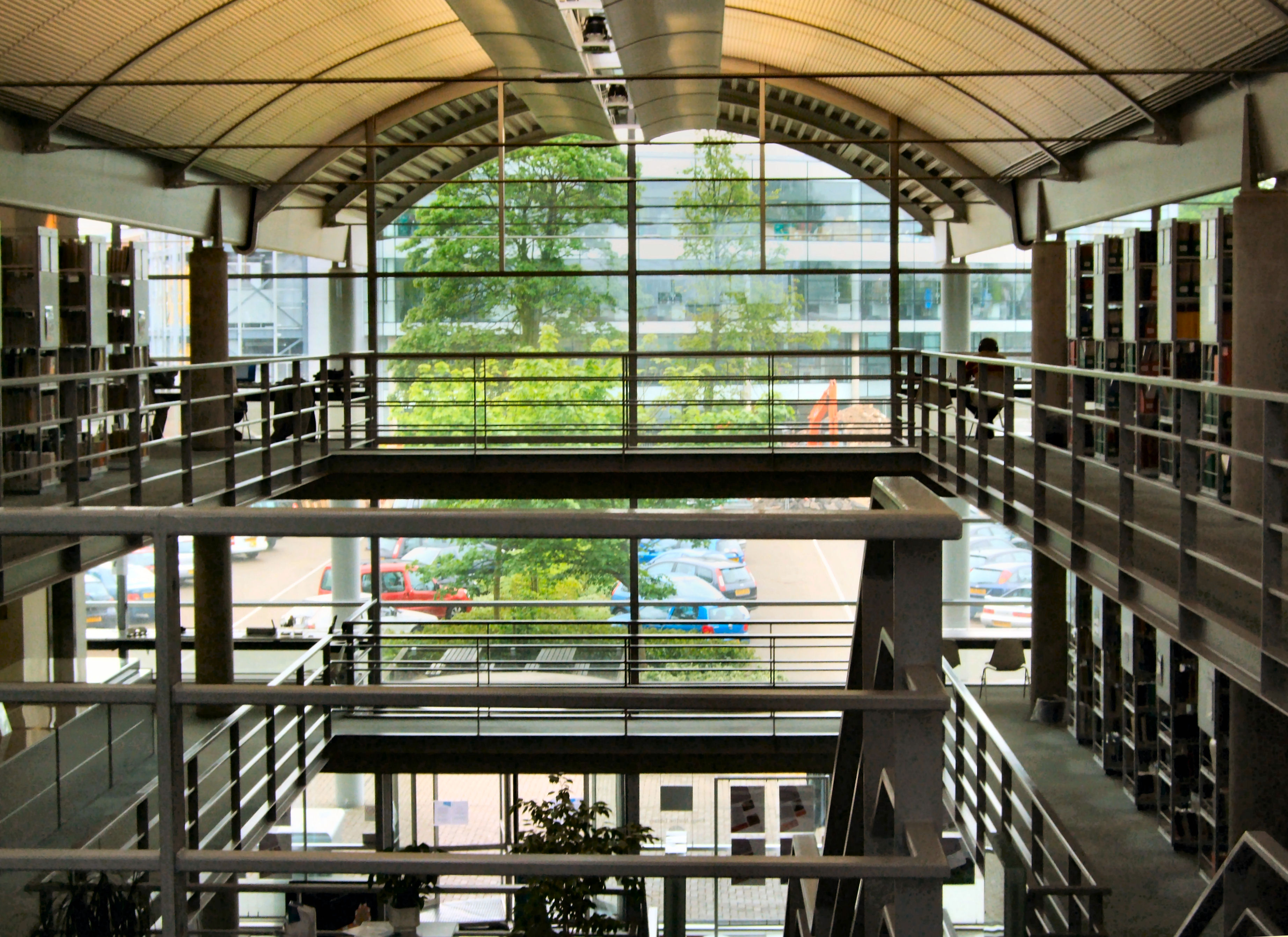
La Kings Norton Library, la biblioteca del campus di Cranfield.

L'università presenta due campus, a Cranfield e a Shrivenham. Il campus di Cranfield si trova a circa 80 km a nord dal centro di Londra, mentre il campus di Shrivenham si trova a circa 117 km a ovest di Londra, adiacente al villaggio di Shrivenham, a 11 km da Swindon.